# Яичный крем

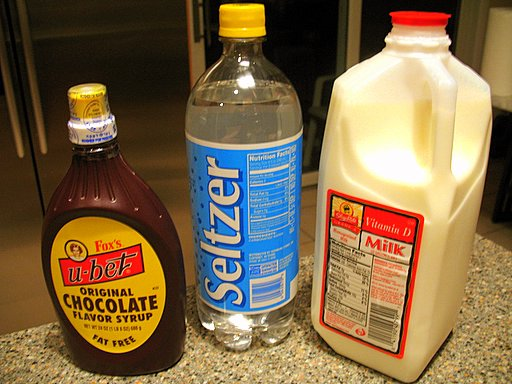
Ингредиенты для яичного крема: шоколадный сироп Fox's U-Bet, зельцер и цельное молоко

Яичный крем (англ. Egg Cream) — холодный напиток, состоящий из молока, газированной воды и ароматизированного сиропа (обычно шоколадного или ванильного) в качестве замены коктейля с мороженым. В идеале в стакане должно остаться 2⁄3 жидкости и 1⁄3 пены. Несмотря на название, напиток не содержит ни яиц, ни сливок.
Яичный крем — почти исключительно фонтанный напиток. Несмотря на то, что было предпринято несколько попыток разлить его в бутылки, ни одна из них не увенчалась успехом, так как его освежающий вкус и характерная пена требуют смешивания ингредиентов непосредственно перед употреблением.

## Теории и спекуляции по этимологии
Тот факт, что яичный крем не содержит ни яиц, ни сливок, объясняется по-разному. Стэнли Остер, который утверждает, что его дед изобрёл этот напиток, сказал, что происхождение названия «утрачено во времени».
Яичный крем появился среди говорящих на идише иммигрантов из Восточной Европы в Нью-Йорке, поэтому одно из объяснений гласит, что egg — это искажённое идишское echt («подлинный» или «настоящий»), что делает яичный крем «хорошим кремом».
Историк кулинарии Эндрю Смит пишет: «В 1880-х годах популярным лакомством был напиток из шоколадного сиропа, сливок и сырых яиц, смешанных с газированной водой. В более бедных районах была создана менее дорогая версия этого угощения под названием «Яичный крем» (без яиц и сливок)» (англ. «During the 1880s, a popular specialty was made with chocolate syrup, cream, and raw eggs mixed into soda water. In poorer neighborhoods, a less expensive version of this treat was created, called the Egg Cream (made without the eggs or cream)»).
Другое объяснение исходит из сообщений о том, что это произошло из-за запроса на шоколад и крем от кого-то, возможно, от актёра Бориса Томашевского (который пробовал похожий напиток в Париже). Его сильный акцент изменил название на что-то вроде «яичного крема».